# Anis vert
Pimpinella anisum
Pour les articles homonymes, voir Anis.
Espèce
Classification phylogénétique

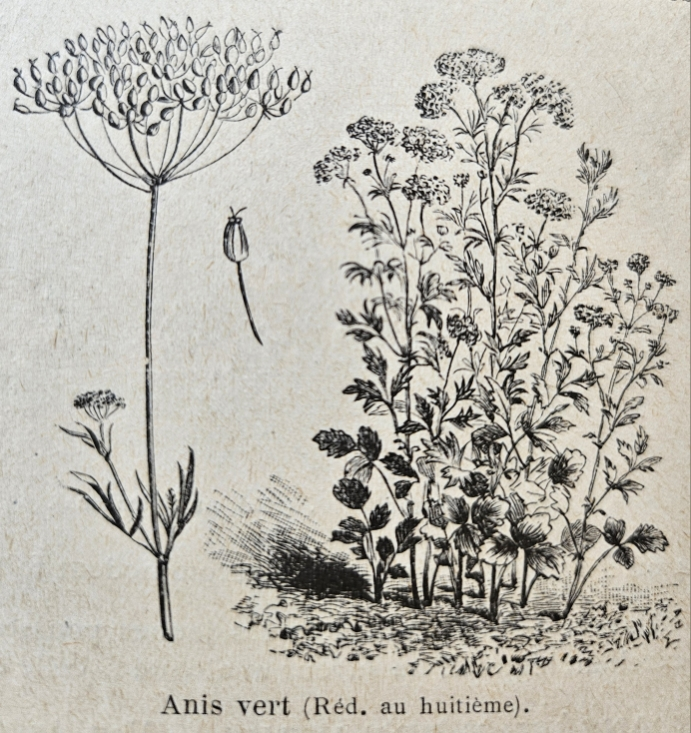
Illustration de l'anis vert (Pimpinella anisum) dans Les plantes potagères Vilmorin 1925

L’anis (Pimpinella anisum) est une espèce de plantes à fleurs de  la famille des Apiacées. C'est une plante herbacée cultivée comme plante condimentaire pour ses feuilles et ses graines aromatiques. La plante est parfois appelée anis vert.

## Description
C’est une plante herbacée annuelle ou bisannuelle, mesurant de 50 à 80 cm de haut, à tiges dressées creuses.
- Les feuilles longuement pétiolées sont composées de trois folioles dentelées.
- Les fleurs blanches petites sont groupées en ombelles.
- Les fruits sont gris verdâtre, oblongs et très parfumés.
- Toutes les parties de la plante sont aromatiques : feuilles, tiges, fruits, fleurs, racines.

## Origine et distribution
Cette espèce est originaire de l'Est du Bassin méditerranéen.
Elle s’est largement répandue par la culture dans les régions tempérées.
L'anis vert fait partie des plantes dont la culture est recommandée dans les domaines royaux par Charlemagne dans le capitulaire De Villis (fin du VIIIe ou début du IXe siècle).

## Composition chimique
Les graines d'anis contiennent différents composés aromatiques, dont les plus importantes sont le trans-anéthol et l'estragol, ainsi que, en moindre quantité : méthylchavicole, anisaldéhyde, coumarine, scopolétine, ombelliférone, estrol.

## Culture
La plante préfère les sols légers et sains, et les expositions chaudes et ensoleillées.
Les semis se font au printemps, en avril-mai. Il faut éclaircir après la levée.
La récolte des feuilles peut débuter quelques mois après le semis. Les graines se récoltent à l’automne à la maturité (septembre).

## Étymologie et dénominations
Noms communs : anis, anis cultivé, anis musqué, anis officinal, anis sucré, anis vert, boucage, pimpinelle, pimpinelle anisée, pimprenelle d’Égypte. de : Anis, en : anise, sweet cumin, es : anís, it : anise.

## Utilisation

### Usage culinaire

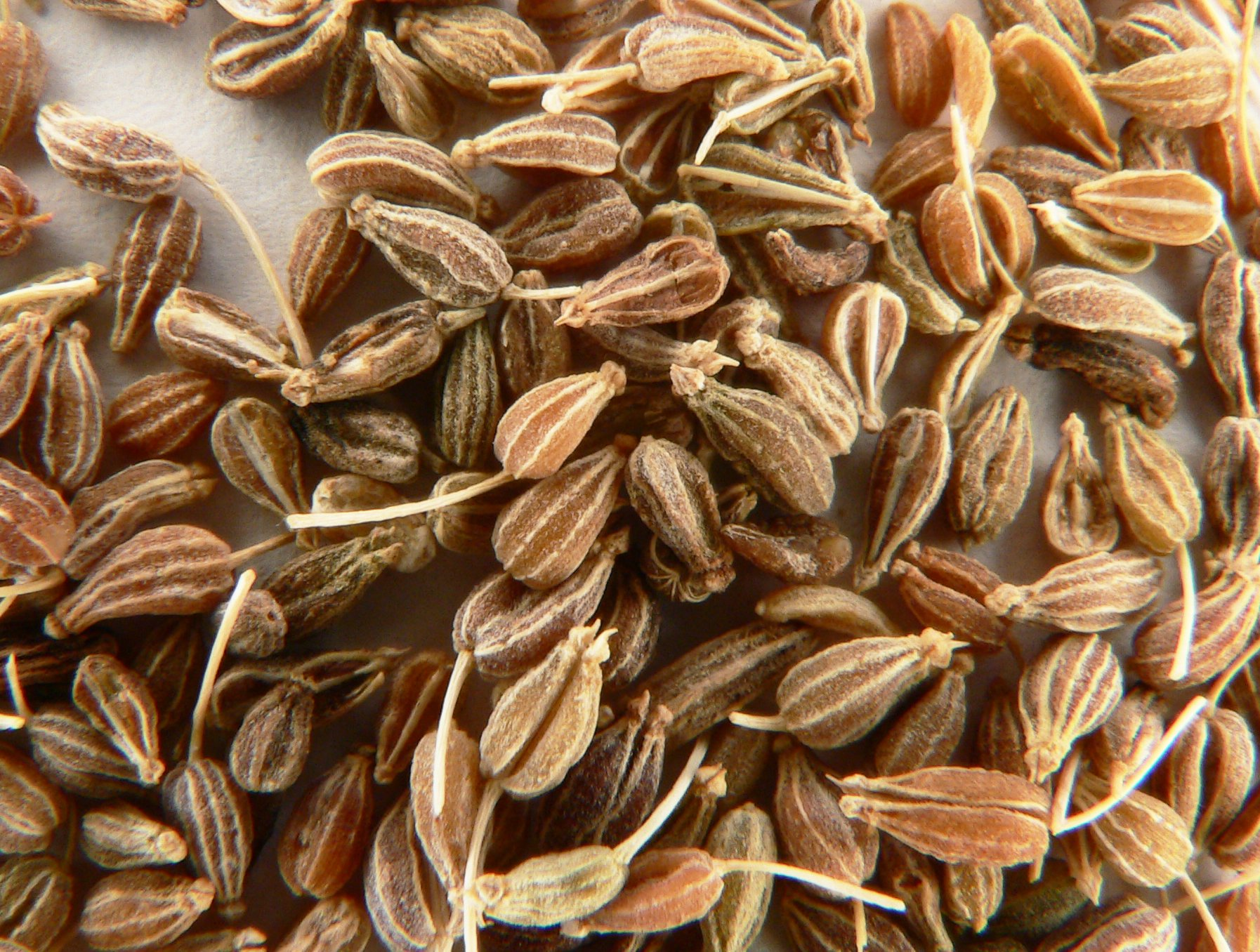
Graines d'anis vert, à usage culinaire.

- Les feuilles fraîches finement hachées servent à aromatiser certains plats : crudités, salades, potages, etc.
- Les graines sont utilisées en pâtisserie et en confiserie (Anis de Flavigny, pain d'épices, dragées, etc.).
- Elles entrent également dans la composition de liqueurs et boissons anisées (anisette, rakı, ouzo, pastis, arak, pontarlier, absinthe, etc.). Ces boissons doivent leur goût aux terpènes contenus dans la plante.

### Usage thérapeutique
En infusion, les graines donnent une tisane aux propriétés stimulantes et carminatives[réf. nécessaire], conseillée par certaines autorités de santé pour les ballonnements, les digestions difficiles, l’aérocolie[réf. nécessaire] et les renvois, antispasmodique[réf. nécessaire], idéale pour les coliques[réf. nécessaire].

### Usage compagnonnage
Éloigne les pucerons, les vers ou chenilles[réf. souhaitée].